# Chamunda chamunda
Chamunda chamunda är en fjärilsart som beskrevs av Moore 1865. Chamunda chamunda ingår som enda art i släktet Chamunda och familjen tjockhuvuden. Inga underarter finns listade i Catalogue of Life.